# Instytut Literatury
Instytut Literatury – polska, narodowa instytucja kultury powołana na mocy zarządzenia Ministra Kultury i Dziedzictwa Narodowego z dnia 25 lutego 2019 r. w sprawie utworzenia państwowej instytucji kultury – Instytutu Literatury (Dz. Urz. MKiDN poz. 12). 
1 czerwca 2024 Instytut Literatury został połączony z Instytutem Książki w nową państwową instytucję kultury.

## Historia
Instytut został wpisany w 2019 do rejestru instytucji kultury oraz ma osobowość prawną. 
Dyrektorem Instytutu Literatury był latach 2019-2024 Józef Ruszar.
Celem instytutu była realizacja mecenatu państwa nad środowiskiem twórców i badaczy polskiej literatury współczesnej oraz krytyki literackiej. Siedziba Instytutu znajduje się w Krakowie przy ulicy Smoleńsk 20. Główną misją jest wspieranie twórców literatury niekomercyjnej, którym trudno zaistnieć na współczesnym rynku wydawniczymi. Instytut wspiera również czytelników i twórców, działając na rzecz rozwijania ich kompetencji kulturowych i zachęcając do głębszej, samodzielnej lektury wysokoartystycznej prozy i poezji.
Instytut organizował Ogólnopolski Konkurs na Książkę Literacką „Nowy Dokument Tekstowy” w kategoriach: Liryka, Epika i Esej. Instytut Literatury jest również wydawcą kwartalnika „Nowy Napis. Liryka, epika, dramat”.
W 2024 Instytut Literatury został włączony do nowej państwowej instytucji kultury Instytut Książki.